# Saint-Laurent-de-Trèves
Saint-Laurent-de-Trèves este o comună în departamentul Lozère din sudul Franței. În 2009 avea o populație de 180 de locuitori.

## Evoluția populației
| An        | 1975 | 1982 | 1990 | 1999 | 2006 | 2009 |
| --------- | ---- | ---- | ---- | ---- | ---- | ---- |
| Populație | 119  | 111  | 107  | 136  | 170  | 180  |